# Standaardadditiemethode

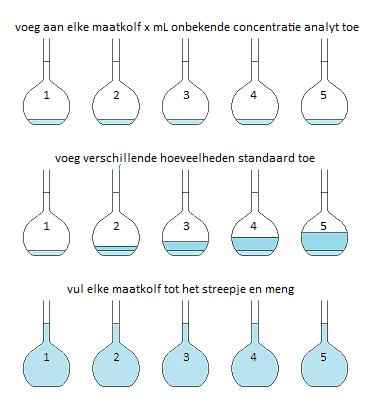
Figuur 1. Voorbeeld van een standaardadditie-experiment

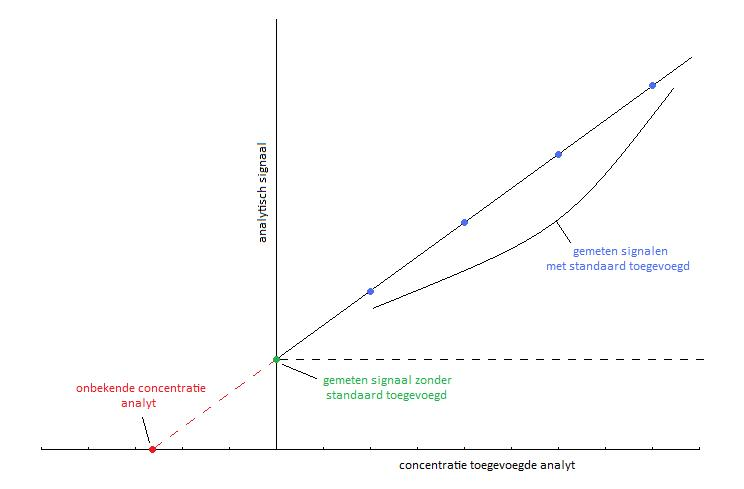
Figuur 2. Grafische behandeling van een standaardadditie

De standaardadditiemethode is een techniek die wordt toegepast in de analytische chemie om een onbekende analytconcentratie te achterhalen. Deze methode vereist een lineaire respons op de analyt. De meest bruikbare range van standaardadditie verhoogt het analytisch signaal 1,5 tot 3 keer ten opzichte van het oorspronkelijke signaal. 

## Toepassingen
De standaardadditiemethode wordt vooral gebruikt als de samenstelling van het monster onbekend is of als deze zeer complex is en het analytisch signaal wordt beïnvloed. Deze techniek wordt dus toegepast om de effecten van de matrix (alles wat er in een mengsel zit, behalve analyt) te elimineren, als bijvoorbeeld het maken van een blanco niet mogelijk is. Op deze manier kan de onbekende analytconcentratie toch bepaald worden.

## Methode
Bij de standaardadditiemethode worden bekende hoeveelheden van een analyt toegevoegd aan een onbekende hoeveelheid analyt. De matrix heeft op deze manier hetzelfde effect op de toegevoegde analyt als op de originele analyt in onbekende concentratie. Het matrix-effect (een verandering in het analytisch signaal, veroorzaakt door alles behalve analyt) wordt hierdoor als het ware gecompenseerd. Aan de hand van de toename in het signaal kan er worden afgeleid hoeveel analyt er in het originele, onbekende monster zat. 

## Mogelijkheden
Er zijn verschillende mogelijkheden om standaardadditie uit te voeren, onder andere:
- Met een constant totaal volume (Figuur 1)
- Met een variërend volume

#### Constant totaal volume
Gelijke hoeveelheden van de onbekende concentratie worden in verschillende maatkolven gepipetteerd. Vervolgens worden oplopende hoeveelheden van de standaard (een oplossing met een bekende analytconcentratie) toegevoegd en wordt er verdund tot het afvulstreepje. Elke maatkolf bevat nu dezelfde onbekende analytconcentratie en verschillende concentraties standaard. (De standaard en de onbekende concentratie bevatten dezelfde analyt). 
De volgende stap is het analyseren van de verschillende oplossingen en het construeren van een grafiek zoals in Figuur 2. De x-as is de concentratie van de toegevoegde standaard nadat het gemengd is met de onbekende analytconcentratie. De absolute waarde van het snijpunt met de x-as van de geëxtrapoleerde lijn is de onbekende, originele analytconcentratie, nadat het verdund is tot het eindvolume. De vergelijking van de lijn in Figuur 2 is y = ax + b. Het snijpunt met de x-as kan ook verkregen worden door y op 0 te stellen: 0 = ax + b, waaruit volgt dat x = -b/a.

#### Variërend volume
In sommige analyses wordt een eigenschap van een analyt gemeten zonder dat er oplossing verbruikt wordt. Verschillende bekende concentraties kunnen dan gewoon aan de onbekende analytconcentratie worden toegevoegd. Eerst wordt de respons gemeten zónder toevoeging van de standaard. Vervolgens, voor élke standaardadditie die gedaan wordt, wordt de respons opnieuw gemeten. Dit proces wordt herhaald totdat het originele signaal verhoogd is met een factor 1,5 tot 3. Het totale volume van de oplossing wordt verhoogd na elke succesvolle meting.